# キンチェム
キンチェム（Kincsem、1874年3月17日 - 1887年3月17日）はハンガリーの歴史的競走馬。名前はハンガリー語で「私の宝物」の意味（恋人同士や夫婦の間で使うと「あなた」の意味になる）。デビューから引退までの無敗記録としては世界記録となる54戦54勝の記録を持つ。デビューからの連勝記録としてもプエルトリコのカマレロに破られたものの、いまだそれに次ぐ2位の記録である。

## 出自
キンチェムはハンガリーの国立キシュベル牧場に生まれた。キンチェムの母ウォーターニンフ (Water Nymph) はオークス5着のザマーメイド (The Mermaid) の子で、現役時代にハンガリーの1000ギニーに優勝した名牝だった。キンチェムを生産したエルンスト・フォン・ブラスコヴィッチは、自分の乗馬用の馬としてこの馬を購入したのだが、周囲に説得されて繁殖牝馬とした。ウォーターニンフは繁殖に入って1年目からハンガリーオークス馬のハマト (Harmat) を輩出した。2年目にはバッカニア (Buccaneer) が配合されるはずだったのだが、牧場のミスでウォーターニンフはカンバスカン (Cambuscan) に配合されてしまい、そしてキンチェムが生まれた。カンバスカンは種牡馬として活躍したニューミンスターを父に持ち、2000ギニー2着、セントレジャーステークス3着に入った後にイギリスで種牡馬となり、2000ギニーを勝ったカムバッロ (Camballo) を出している。その後ハンガリーのジョッキークラブに購入されたが、受胎率が低くバッカニアに比べれば人気はなかった。
キンチェムは1歳時にブラスコヴィッチの所有するタピオセントマルトン牧場に移動した。ブラスコヴィッチの生産馬は1歳時に1人のオーナーに対して一括で売却されることになっており、1875年の1歳馬はアレックス・オークシーという人物に7頭まとめて700ポンド程度の価格で売却されたが、購入したにもかかわらずオークシーはキンチェムともう1頭の馬を引き取らなかった。キンチェムはひょろっとした暗い毛色の栗毛馬で外見が悪かったため、オークシーは走らないと判断したのである。結局、キンチェムは生産者であるブラスコヴィッチの所有馬として走ることとなった。
このように外見が悪かったキンチェムであったが、意外な人物にその素質を評価されていた。キンチェムは仔馬の頃ロマに誘拐されたことがあり、犯人逮捕後に警察が「あの牧場にはもっといい体の馬が沢山いたのに何でこんな馬を狙ったんだ？」と尋ねた。すると犯人は、「確かにあの馬の外見は他の馬に見劣りする。でもそれを補って余りある勇気を持っていたんだ」と答えたという。

## 競走馬時代

### 2歳時（1876年）
キンチェムは2歳時の1876年6月、ベルリンの第一クリテリウムでデビューした。このレースに勝利すると快進撃を開始した。続けてドイツでフェアグレイヒス賞、クリテリウム、エリネルンクスレネン、ルイーザレネン、ツークンフツレネンの各レースにすべて勝利した後オーストリア・ハンガリー帝国に戻り、ショプロンのボルガルデューユ、ブダペストのケーテヴェシェックヴェルシェニエ、ウィーンのクラッドルーバー賞、プラハのクラッドルーバークリテリウムにそれぞれ勝利した。この年は全て違う競馬場で10戦10勝をあげた。

### 3歳時（1877年）
5ヶ月の休みを挟みブラチスラヴァのトライアルステークスで復帰しこれに勝利すると、ブダペストのネムゼティ賞（ハンガリー2000ギニー）、ハザフィ賞（ハンガリー1000ギニー）といったハンガリーのクラシックに相当するレースを連勝した。特にハザフィ賞は母子制覇であった。さらに、中央ヨーロッパの強豪馬たちが出走するレースだったジョッケクルブ賞（オーストリアダービー）を大差で圧勝した。この後ウィーンのトライアルステークスとカイザー賞に連勝してドイツに渡り、初の古馬とのレースとなったハノーファー大賞、続いてレナードレネン、バーデン大賞、ヴェルトヒェン賞に勝った。地元ハンガリーに帰ってショプロンのアラームディーユを2連勝した後、ブダペストのハンガリーセントレジャーに楽勝した。さらにカンツァディーユも勝った。この後キンチェムはウィーンのフロインデナウアー賞に単走で勝利、続いてプラハのカイザー賞を連勝し3歳のシーズンを終えた。3歳時は17戦17勝をあげた。

### 4歳時（1878年）
4歳になってもキンチェムの快進撃は止まらなかった。この年はまずウィーンのエレフヌンクスレネンとプラーター公園賞に勝利し、続けてブラチスラヴァのアラームディーユ、ブダペストのアラームディーユ、キシュベル賞、アラームディーユ、再びウィーンに行ってシュタット賞、トライアルステークス、シュタット賞と、オーストリア・ハンガリー帝国で4月から5月にかけての約1ヶ月の間に9連勝をした。そしてキンチェムはこの後、西ヨーロッパ遠征を敢行する。
西ヨーロッパ遠征の初戦はイギリスのグッドウッドカップだった。イギリスでもキンチェムは有名で、ヨハネス・ブラームスのハンガリー舞曲にちなんで「ハンガリーの奇跡」と呼ばれていた。なお、キンチェムにはダービー馬シルヴィオ (Silvio) やオークス馬プラシダ (Placida) とのマッチレースも企画されそうになったが実現はしていない。グッドウッドカップは、ハンプトン (Hampton) やアスコットゴールドカップを勝ったヴェルヌイユ (Verneuil) を初めイギリスの有力馬たちはハンガリー馬に負けるのを恐れ回避してしまっていたため、わずか3頭でレースが行なわれた。キンチェムの他にはこの後ドンカスターカップを勝つことになるページェント (Pageant) などが出走していた。そしてレースはそのページェントが逃げ、キンチェムは控える展開になったが、最後はキンチェムが2馬身差で勝利する。
続いてキンチェムはフランスのドーヴィル大賞典に出走した。1番人気こそプールデッセデプーラン（フランス2000ギニー）を勝っていた地元フランスのフォンテヌブロー (Fontainebleau) だったものの、結局キンチェムが勝利している。
ドーヴィル大賞典に勝利した後、バーデン大賞に出走するためドイツのバーデンバーデンに遠征した。キンチェムは自分が馴染んだものしか口にしなかったことから、キンチェムの遠征時にはいつもタピオセントマルトン牧場の水も持って行かれたが、バーデンバーデンでキンチェムは突然その水を飲まなくなってしまった。その後、キンチェムは3日間も水を飲まないでいたが、ある井戸を見つけると、その井戸に止まって水を飲んだ。この出来事をきっかけとして、その井戸が「キンチェムの井戸」と呼ばれるようになった。
バーデン大賞では、騎手のマイクル・マデンが極端に後ろからの位置取りをしてしまい、プリンスジルス (Prince Giles) という馬と同着だった。マデンはこの時酒に酔ったまま騎乗したといわれている。この後プリンスジルスとの決勝戦が行われたが、突然馬場に野良犬が出てきて終始キンチェムに絡み、その隙に相手のプリンスジルスがキンチェムを突き放していった。しかしキンチェムは犬を蹴飛ばして追い払い、プリンスジルスとの差を縮めて追いつくとあっという間に交わして6馬身差で楽勝した。
遠征を終えたキンチェムはオーストリア・ハンガリー帝国に戻り、ショプロンのアラームディーユとブダペストのリターディーユに勝利、さらに同じくブダペストのカンツァディーユを連覇して1878年を終えた。4歳時は15戦15勝だった。

### 5歳時（1879年）
5歳時も現役を続けたキンチェムは、この年も12戦で全て完勝した。ブラチスラヴァのアラームディーユで5歳初戦に勝利すると、続けてブダペストで5月4日から5月8日の5日間でカロイー伯爵ステークスとアラームディーユ2レースの計3レースに出走し3連勝。特に5月8日のアラームディーユでは斤量が76.5kgだったにもかかわらず勝った。この後ウィーンでシュタット賞を連勝。さらにドイツに渡り、シルバナーシルトとエーレン賞に勝利し、さらにバーデン大賞に勝ち同レースの3連覇を果たす。ドイツから帰国した後、前年と同様にショプロンのアラームディーユ、ブダペストのリターディーユとカンツァディーユに勝利した。なお、カンツァディーユは3連覇であった。このレースの後、同厩舎の馬との喧嘩により脚を怪我したため、この年を最後にキンチェムは54戦54勝で引退した。

## 競走成績
| 出走日     | 競馬場           | 競走名                                   | 着順 | 騎手       | 距離    | 着差      | 1着（2着）馬             |
| ---------- | ---------------- | ---------------------------------------- | ---- | ---------- | ------- | --------- | ------------------------ |
| 1876.06.21 | ベルリン         | 第一クリテリウム                         | 1着  | M.マデン   | 芝1000m | 4馬身     | (Boreas)                 |
| 07.02      | ハノーファー     | フェアグレイヒス賞                       | 1着  | M.マデン   | 芝1000m | 1馬身     | (Harmburg)               |
| 07.09      | ハンブルク       | クリテリウム                             | 1着  | M.マデン   | 芝950m  | 1 1/2馬身 | (Adelaide)               |
| 07.29      | ドベラン         | エリネルンクスレネン                     | 1着  | M.マデン   | 芝947m  | 1 1/2馬身 | (Blucher)                |
| 08.20      | フランクフルト   | ルイーザレネン                           | 1着  | M.マデン   | 芝1000m | 10馬身    | (Regimenstochter)        |
| 08.31      | バーデンバーデン | ツークンフツレネン                       | 1着  | M.マデン   | 芝1000m | 大差      | (Criterium)              |
| 010.02     | ショプロン       | ボルガルデューユ                         | 1着  | M.マデン   | 芝1200m | 大差      | (Little Luder)           |
| 010.15     | ブダペスト       | ケーテヴェシェックヴェルシェニエ         | 1着  | M.マデン   | 芝948m  | 1/2馬身   | (Csalogany)              |
| 010.22     | ウィーン         | クラッドルーバー賞                       | 1着  | M.マデン   | 芝1600m | 10馬身    | (Der Landgraf)           |
| 010.29     | プラハ           | クラッドルーバークリテリウム             | 1着  | M.マデン   | 芝1400m | 大差      | (Criterium)              |
| 1877.04.27 | ブラチスラヴァ   | トライアルS                              | 1着  | M.マデン   | 芝1800m | 1馬身     | (Blucher)                |
| 05.06      | ブダペスト       | ネムゼティ賞（ハンガリー2000ギニー）     | 1着  | M.マデン   | 芝1600m | 大差      | (Camillo)                |
| 05.08      | ブダペスト       | ハザフィ賞（ハンガリー1000ギニー）       | 1着  | M.マデン   | 芝1600m | 1 1/2馬身 | (Bimbo)                  |
| 05.21      | ウィーン         | ジョッケクルブ賞（オーストリアダービー） | 1着  | M.マデン   | 芝2400m | 大差      | (Tallos)                 |
| 05.24      | ウィーン         | トライアルS                              | 1着  | M.マデン   | 芝1600m | 2馬身     | (V Secko Jedno)          |
| 05.27      | ウィーン         | カイザー賞                               | 1着  | M.マデン   | 芝3200m | 10馬身    | (Hirnok)                 |
| 06.24      | ハノーファー     | ハノーファー大賞                         | 1着  | M.マデン   | 芝3000m | 6馬身     | (Konotoppa)              |
| 07.09      | ハンブルク       | レナードレネン                           | 1着  | M.マデン   | 芝2800m | 4馬身     | (Pirat)                  |
| 09.03      | バーデンバーデン | バーデン大賞                             | 1着  | M.マデン   | 芝2500m | 3馬身     | (Kotoppa)                |
| 09.08      | フランクフルト   | ヴェルトヒェン賞                         | 1着  | M.マデン   | 芝2400m | 10馬身    | (Pfeil)                  |
| 09.29      | ショプロン       | アラームディーユ                         | 1着  | M.マデン   | 芝2400m | 3馬身     | (Prince Gregoire)        |
| 09.30      | ショプロン       | アラームディーユ                         | 1着  | M.マデン   | 芝2400m | 1馬身     | (Blankensee)             |
| 010.07     | ブダペスト       | ハンガリーセントレジャー                 | 1着  | M.マデン   | 芝2800m | 10馬身    | (Prince Giles the First) |
| 010.09     | ブダペスト       | カンツァディーユ                         | 1着  | M.マデン   | 芝2400m | 3馬身     | (Konotoppa)              |
| 010.14     | ウィーン         | フロインデナウアー賞                     | 1着  | M.マデン   | 芝2400m | （単走）  | -                        |
| 010.21     | プラハ           | カイザー賞                               | 1着  | M.マデン   | 芝2400m | 1馬身     | (Prince Giles the First) |
| 010.23     | プラハ           | カイザー賞                               | 1着  | M.マデン   | 芝3200m | （単走）  | -                        |
| 1878.04.22 | ウイーン         | エレフヌンクスレネン                     | 1着  | M.マデン   | 芝1600m | 2馬身     | (Wold Rover)             |
| 04.25      | ウイーン         | プラーター公園賞                         | 1着  | M.マデン   | 芝2000m | 3馬身     | (Orszvar)                |
| 05.04      | ブラチスラヴァ   | アラームディーユ                         | 1着  | M.マデン   | 芝2400m | 5馬身     | (Prince Giles the First) |
| 05.14      | ブダペスト       | アラームディーユ                         | 1着  | M.マデン   | 芝3200m | 5馬身     | (Prince Giles the First) |
| 05.16      | ブダペスト       | キシュベル賞                             | 1着  | M.マデン   | 芝2000m | 3馬身     | (Prince Giles the First) |
| 05.19      | ブダペスト       | アラームディーユ                         | 1着  | M.マデン   | 芝2400m | 大差      | (Altona)                 |
| 05.26      | ウィーン         | シュタット賞                             | 1着  | M.マデン   | 芝2800m | 1馬身     | (Erzsi)                  |
| 05.28      | ウィーン         | トライアルS                              | 1着  | M.マデン   | 芝1600m | 大差      | (Prince Giles the First) |
| 05.30      | ウィーン         | シュタット賞                             | 1着  | M.マデン   | 芝1600m | 5馬身     | (Rococo)                 |
| 08.01      | グッドウッド     | グッドウッドカップ                       | 1着  | M.マデン   | 芝21f   | 2馬身     | (Pageaant)               |
| 08.18      | ドーヴィル       | ドーヴィル大賞典                         | 1着  | M.マデン   | 芝2400m | 1/2馬身   | (Fontainebleu)           |
| 09.03      | バーデンバーデン | バーデン大賞                             | 1着  | M.マデン   | 芝3200m | 同着      | Prince Giles             |
| 09.03      | バーデンバーデン | バーデン大賞（決勝）                     | 1着  | M.マデン   | 芝3200m | 6馬身     | (Prince Giles)           |
| 09.29      | ショプロン       | アラームディーユ                         | 1着  | M.マデン   | 芝3200m | 大差      | (Lorincz)                |
| 010.20     | ブダペスト       | リターディーユ                           | 1着  | M.マデン   | 芝2800m | （単走）  | -                        |
| 010.22     | ブダペスト       | カンツァディーユ                         | 1着  | M.マデン   | 芝2400m | 1/2馬身   | (Altona)                 |
| 1879.04.28 | ブラチスラヴァ   | アラームディーユ                         | 1着  | 不明       | 芝2400m | 8馬身     | (Tallos)                 |
| 05.04      | ブダペスト       | カロイー伯爵S                            | 1着  | 不明       | 芝3600m | （単走）  | -                        |
| 05.06      | ブダペスト       | アラームディーユ                         | 1着  | 不明       | 芝3600m | 2馬身     | (Nil Desperandum)        |
| 05.08      | ブダペスト       | アラームディーユ                         | 1着  | 不明       | 芝2400m | 2馬身     | (Harry Hall)             |
| 05.18      | ウィーン         | シュタット賞                             | 1着  | 不明       | 芝2800m | 10馬身    | (Prince Giles the First) |
| 05.20      | ウィーン         | シュタット賞                             | 1着  | 不明       | 芝3200m | 2馬身     | (Bolygo)                 |
| 06.17      | ベルリン         | シルバナーシルト                         | 1着  | 不明       | 芝2400m | 3馬身     | (Altona)                 |
| 08.25      | フランクフルト   | エーレン賞                               | 1着  | 不明       | 芝2800m | 4馬身     | (Blue Rock)              |
| 09.02      | バーデンバーデン | バーデン大賞                             | 1着  | T.バスビー | 芝3200m | 3/4馬身   | (Kunstlerin)             |
| 09.29      | ショプロン       | アラームディーユ                         | 1着  | 不明       | 芝3200m | （単走）  | -                        |
| 010.19     | ブダペスト       | リターディーユ                           | 1着  | 不明       | 芝2800m | （単走）  | -                        |
| 010.21     | ブダペスト       | カンツァディーユ                         | 1着  | 不明       | 芝2400m | 10馬身    | (Ilona)                  |

- 全54戦54勝、6度の単走があり、10戦以上に及び10馬身差を超える大差勝ちを記録している。成績表上は55戦の様に見えるが同着とその決勝戦で1レースなので54戦である。

## 引退後

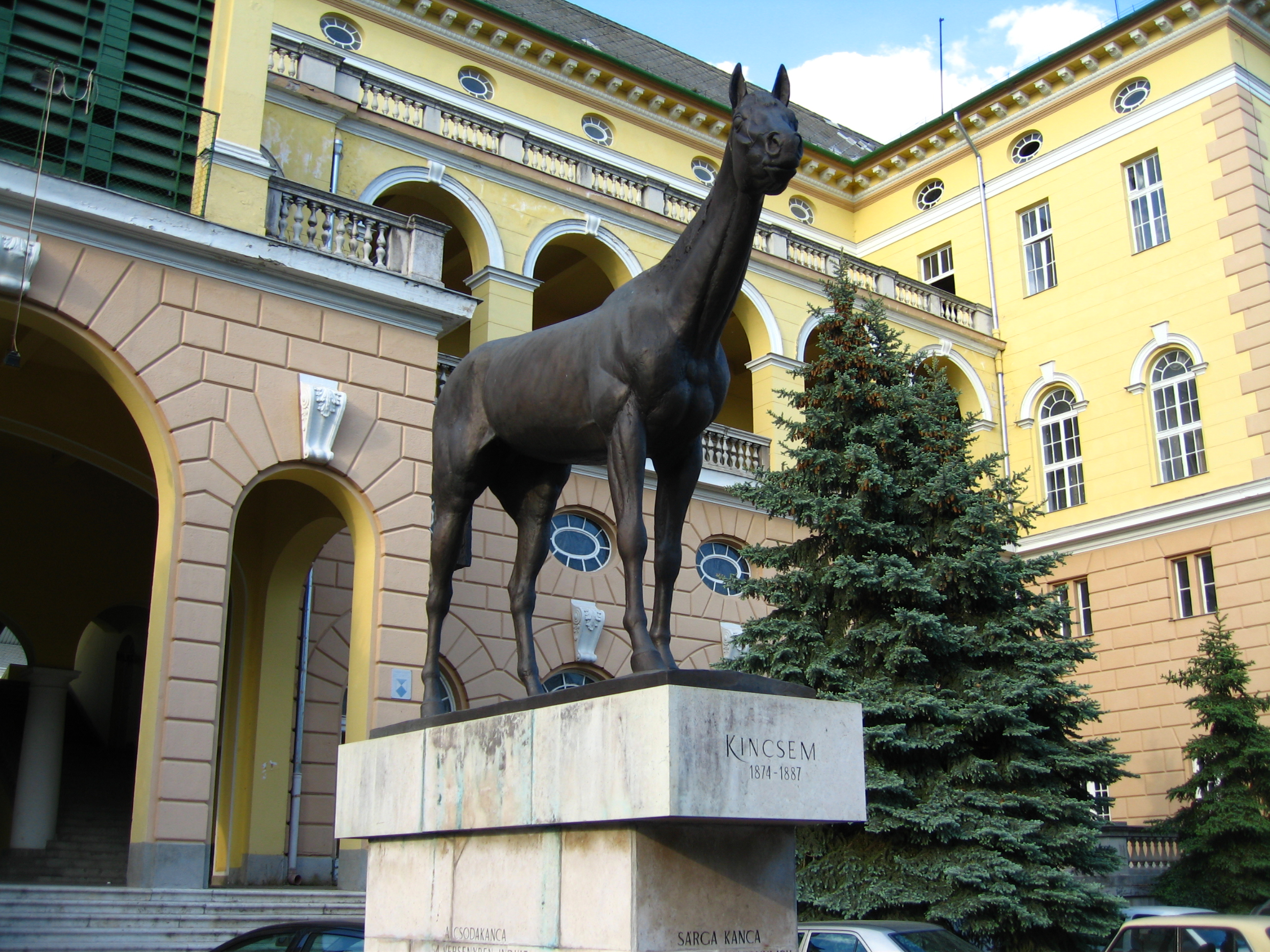
キンチェム競馬場にあるキンチェムの銅像

引退後は繁殖牝馬として5頭の産駒を残した。どの馬も競走馬または繁殖で活躍した。また、キンチェムの直系子孫（牝系子孫、すなわちその馬の母親の母親・・・をたどっていくとキンチェムにたどり着く馬のことをいう）は繁栄し、多くの活躍馬を出した。オーストリアやハンガリーのクラシックに何度も勝ち、ドイツ、イタリア、ポーランド、ルーマニアのダービーにも勝っている。1974年にはキンチェムから数えて13代目の子孫ポリガミー （Polygamy） が英オークスに勝った。さらに、ポリガミーの全妹ワンオーバーパー （One Over Parr）の玄孫で、キンチェムから数えて17代目の子孫キャメロット（Camelot）は2012年に2000ギニーとダービーステークスを制して英国クラシック2冠馬となった。また直系以外でも、母系にキンチェムの血を持つアニマルキングダムが2011年にケンタッキーダービー・2013年にドバイワールドカップを制するなど、21世紀となった現在でも、世界各地にキンチェムの子孫が残り活躍を見せている。
キンチェムは13歳の誕生日に疝痛により死亡した。この日ハンガリーの教会はキンチェムを追悼するために鐘を鳴らし続けたという。キンチェムの骨格はハンガリーの農業博物館に展示されている。そして生誕100周年の1974年にはこの馬を記念してブダペスト競馬場が「キンチェム競馬場」と改名された。ここにキンチェムの銅像も建てられている。

### 繁殖成績
- ブタジェンジェ Budagyöngye （牝、父バッカニア、1882年生）
  - 独ダービーに勝利。前述のポリガミー、キャメロットはこの馬の子孫。
- オッヤーンニチ Ollyán-Nics （牝、父バッカニア、1883年生）
  - ハンガリーセントレジャーに勝利。
- タルプラマジャル Talpra Magyar （牡、父バッカニア、1885年生）
  - 未出走だったが、種牡馬としてトキオ（バーデン大賞、オーストリア・ダービー）を輩出した。前述のアニマルキングダムはこの馬（およびトキオ）の子孫。
- キンチエール Kincs-őr （牡、父ドンカスター、1886年生）
  - オーストリアダービー2着になり、独ダービーの有力馬になるが直前に暗殺される。
- キンチ Kincs （牝、父ドンカスター、1887年生）
  - 未出走で、産駒にナフェニィ（ハンガリーオークス）がいる。

## 身体・精神面の特徴
キンチェムは子馬のころはひょろっとして見栄えが悪かったが、成長すると良い馬体に成長した。体高（キ甲＝首と背の境から足元まで）は165.1cmあったとされ、当時の大型馬の分類に入る。また、胴が長く典型的なステイヤー体形だった。毛色は暗い栗毛で、腰から後脚の辺りに褐色の斑点を持っていた。走るときは首を下げていて、まるで地面を這うように走っていた。
すらりとした体形だったものの、その体形からは想像できないほどキンチェムは精神的に強くタフな馬だったことがさまざまな事例からわかる。勝利距離は947mから4200mに達し、斤量76.5kgでも勝利した。さらにレース間隔も詰まっていて、2日連続で出走することもあった。4歳時にわずか1ヶ月間で9連勝したこともある。確かにキンチェムの時代の中欧の馬は各地に遠征をするのが当たり前だったが、それに耐えることができるタフさを持っていた。実力もそうであるが精神的な強さを持ち合わせてこその54戦54勝だったのだろう。

## エピソード
周囲の人間、動物との仲
キンチェムの親友はナイチンゲールという名前の白黒の雌猫だったそうで、いつもこの猫と一緒に転戦した。グッドウッドカップに勝利した後、船から列車に移る際に猫が行方不明になったことがあり、その時は猫が見つかるまで2時間鳴き続けた。しかし猫が見つかると、キンチェムはいつもと同じように列車に乗り込んだ。
また、厩務員のフランキーとも非常に仲がよかった。キンチェムは列車で旅行するのが好きだったためいつも自ら進んで乗り込んでいたが、フランキーがそばにいることを確認した後で寝たそうである。フランキーのキンチェムへの愛情を知ってか、フランキーが寒い中で何も掛けずに寝ていると、キンチェムは自分の馬衣をフランキーに掛けた。その夜からフランキーが毛布を掛けていてもキンチェムは馬衣をフランキーに掛けたといわれている。フランキーはその後、フランキー・キンチェムと名乗り、墓標にもその名が刻まれているため本名がわかっていないほどである。また、キンチェムの死後フランキーは一生独身のままでいたといわれている。
馬主のブラスコヴィッチはキンチェムがレースに勝つと必ずその後にキンチェムの頭絡に花を付けていたが、たまたまあるレースの後にこれが遅くなってしまうと、キンチェムは鞍をなかなか取らせようとしなかったという。
キンチェムのファン
キンチェムの強さは多くの人の関心を集めた。オーストリア・ハンガリー帝国の皇帝フランツ・ヨーゼフ1世もこの馬のファンだったことで知られている。キンチェムがレースに勝つたびに、馬主のブラスコヴィッチを祝福していたという。
好物
なぜかキンチェムはヒナギクが好きで、スタート地点で探すのが癖になっていた。

## 血統表
| キンチェム (Kincsem)の血統         | キンチェム (Kincsem)の血統           | キンチェム (Kincsem)の血統         | （血統表の出典）                   | （血統表の出典） |
| 父系                               | タッチストン系                       | タッチストン系                     | タッチストン系                     |                  |
| 父 Cambuscan 1861 栗毛 イギリス    | 父の父Newminster 1848 鹿毛 イギリス  | Touchstone                         | Camel                              | Camel            |
| 父 Cambuscan 1861 栗毛 イギリス    | 父の父Newminster 1848 鹿毛 イギリス  | Touchstone                         | Banter                             |                  |
| 父 Cambuscan 1861 栗毛 イギリス    | 父の父Newminster 1848 鹿毛 イギリス  | Beeswing                           | Doctor Syntax                      | Doctor Syntax    |
| 父 Cambuscan 1861 栗毛 イギリス    | 父の父Newminster 1848 鹿毛 イギリス  | Beeswing                           | Ardrossan Mare                     |                  |
| 父 Cambuscan 1861 栗毛 イギリス    | 父の母The Arrow 1850 鹿毛 イギリス   | Slane                              | Royal Oak                          | Royal Oak        |
| 父 Cambuscan 1861 栗毛 イギリス    | 父の母The Arrow 1850 鹿毛 イギリス   | Slane                              | Orville Mare                       |                  |
| 父 Cambuscan 1861 栗毛 イギリス    | 父の母The Arrow 1850 鹿毛 イギリス   | Southdown                          | Defence                            | Defence          |
| 父 Cambuscan 1861 栗毛 イギリス    | 父の母The Arrow 1850 鹿毛 イギリス   | Southdown                          | Feltona                            |                  |
| 母 Waternymph 1860 栗毛 ハンガリー | 母の父Cotswold 1853 鹿毛 イギリス    | Newcourt                           | Sir Hercules                       | Sir Hercules     |
| 母 Waternymph 1860 栗毛 ハンガリー | 母の父Cotswold 1853 鹿毛 イギリス    | Newcourt                           | Sylph                              |                  |
| 母 Waternymph 1860 栗毛 ハンガリー | 母の父Cotswold 1853 鹿毛 イギリス    | Aurora                             | Pantaloon                          | Pantaloon        |
| 母 Waternymph 1860 栗毛 ハンガリー | 母の父Cotswold 1853 鹿毛 イギリス    | Aurora                             | Lady                               |                  |
| 母 Waternymph 1860 栗毛 ハンガリー | 母の母The Marmaid 1853 鹿毛 イギリス | Melbourne                          | Humphrey Clinker                   | Humphrey Clinker |
| 母 Waternymph 1860 栗毛 ハンガリー | 母の母The Marmaid 1853 鹿毛 イギリス | Melbourne                          | Cervantes Mare                     |                  |
| 母 Waternymph 1860 栗毛 ハンガリー | 母の母The Marmaid 1853 鹿毛 イギリス | Seaweed                            | Slane                              | Slane            |
| 母 Waternymph 1860 栗毛 ハンガリー | 母の母The Marmaid 1853 鹿毛 イギリス | Seaweed                            | Seakale                            |                  |
| 母系(F-No.)                        | (FN:4-o)                             | (FN:4-o)                           | (FN:4-o)                           | [ § 2 ]          |
| 5代内の近親交配                    | Slane3×4、Camel4×5、Whalebone5.5×5   | Slane3×4、Camel4×5、Whalebone5.5×5 | Slane3×4、Camel4×5、Whalebone5.5×5 | [ § 3 ]          |
| 出典                               | 1. 2. 3.                             | 1. 2. 3.                           | 1. 2. 3.                           | 1. 2. 3.         |